# 柳李旺
柳李旺（1972年10月—），安徽岳西人，南京农业大学钟山学者首席教授。

## 生平
1994年本科毕业于安徽师范大学。1997年于南京农业大学获硕士学位并留校任教，2002年于南京农业大学获博士学位。2005年至2007年，在美国北达科塔州立大学做博士后研究。2008年晋升教授，2019年获聘钟山学者首席教授。

## 学术贡献
主要从事蔬菜作物遗传改良与绿色高效生产技术研发推广研究工作。主持国家科技支撑计划课题、国家重点研发计划项目子课题等20余项，发表SCI论文60余篇，获授权国家发明专利8项。是国家精品在线开放课程《园艺植物生物技术》负责人。

## 奖励和荣誉
获江苏省青年科技奖、江苏省科学技术二等奖、农业农村部神农中华农业科技二等奖、教育部科技进步二等奖等奖励。先后入选教育部新世纪优秀人才、科技部中青年科技创新领军人才、国家万人计划科技创新领军人才等。

## 社会兼职
中国蔬菜协会萝卜专业委员会副会长，《Vegetable Research》副主编。